# Station Lessen
Station Lessen is een spoorwegstation langs spoorlijn 90 (Jurbeke - Aat - Denderleeuw) in de stad Lessen (Frans: Lessines). Er is een gratis fietsenstalling voorzien.
Destijds kruiste hier ook spoorlijn 87 (Zullik - Doornik).
In de loop van 2021 zullen de loketten hier hun deuren sluiten en zal het station een stopplaats worden.

## Treindienst
| Serie       | Treinsoort          | Route                                                                        | Bijzonderheden                                                                      |
| ----------- | ------------------- | ---------------------------------------------------------------------------- | ----------------------------------------------------------------------------------- |
| L 4850      | L-trein (NMBS)      | Geraardsbergen – Lessen – Aat – Bergen – [ Doornik – Moeskroen ] / [ Quévy ] | Rijdt op werkdagen Geraardsbergen-Moeskroen. Rijdt in weekends Geraardsbergen-Quèvy |
| P 7590/8590 | Piekuurtrein (NMBS) | Geraardsbergen – Lessen – Aat                                                | Rijdt alleen op werkdagen.                                                          |

## Galerij

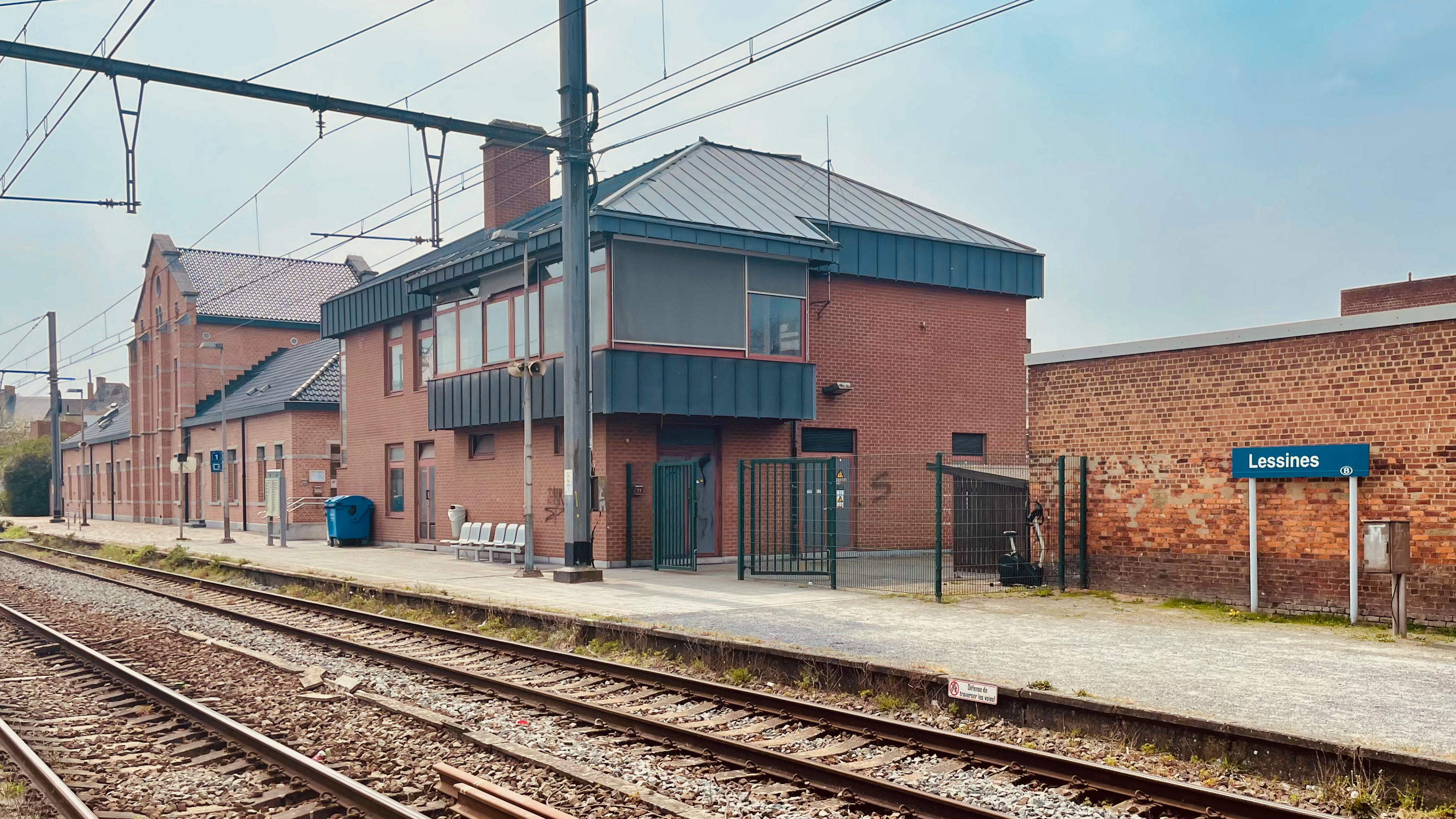
Zicht op het perron
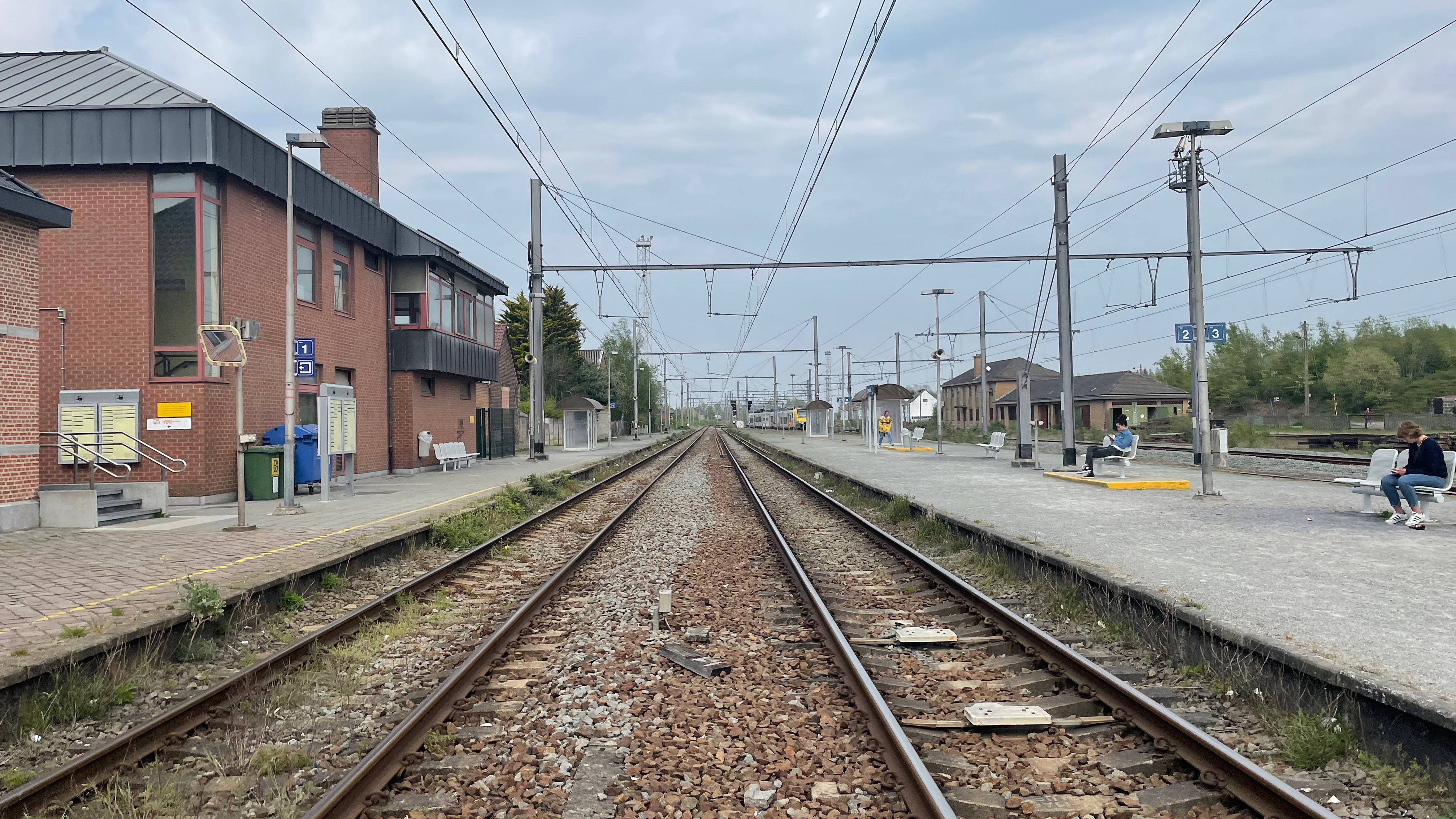
Zicht op de sporen
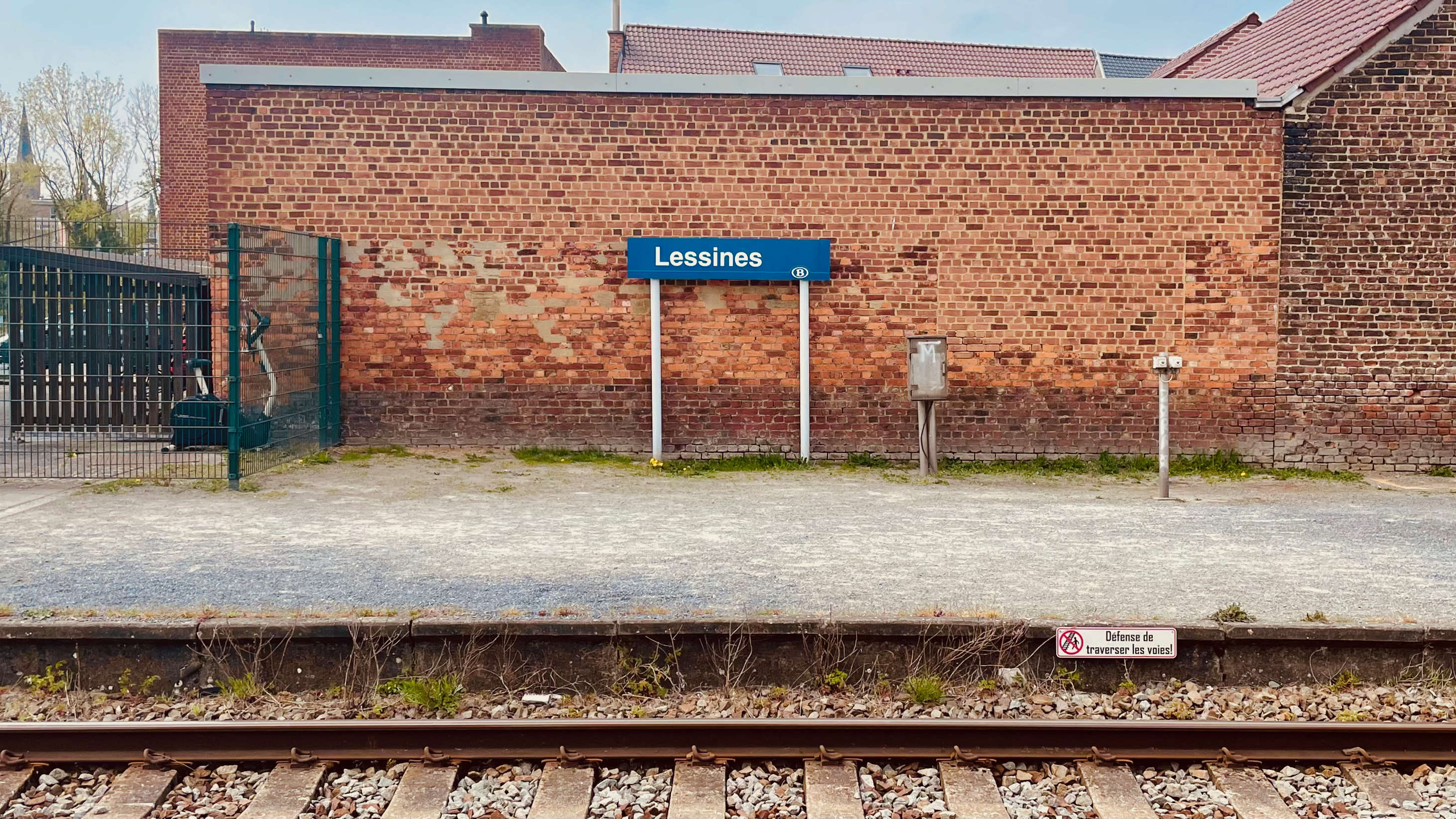
Plaatsnaambord

## Reizigerstellingen
De grafiek en tabel geven het gemiddeld aantal instappende reizigers weer op een week-, zater- en zondag.
| Tabel: aantal instappende reizigers station Lessines | Tabel: aantal instappende reizigers station Lessines | Tabel: aantal instappende reizigers station Lessines | Tabel: aantal instappende reizigers station Lessines |
|                                                      | Weekdag                                              | Zaterdag                                             | Zondag                                               |
| ---------------------------------------------------- | ---------------------------------------------------- | ---------------------------------------------------- | ---------------------------------------------------- |
| 1977                                                 | 1 348                                                | 274                                                  | 184                                                  |
| 1978                                                 | 1 239                                                | 250                                                  | 196                                                  |
| 1979                                                 | 1 108                                                | 236                                                  | 155                                                  |
| 1980                                                 | 1 105                                                | 219                                                  | 172                                                  |
| 1981                                                 | 1 238                                                | 215                                                  | 122                                                  |
| 1982                                                 | 1 093                                                | 216                                                  | 157                                                  |
| 1983                                                 | 1 199                                                | 191                                                  | 196                                                  |
| 1984                                                 | 885                                                  | 121                                                  | 125                                                  |
| 1985                                                 | 911                                                  | 150                                                  | 143                                                  |
| 1986                                                 | 984                                                  | 105                                                  | 121                                                  |
| 1987                                                 | 907                                                  | 115                                                  | 125                                                  |
| 1988                                                 | 809                                                  | 124                                                  | 135                                                  |
| 1989                                                 | 1 003                                                | 197                                                  | 180                                                  |
| 1990                                                 | 1 002                                                | 282                                                  | 219                                                  |
| 1991                                                 | 945                                                  | 310                                                  | 229                                                  |
| 1992                                                 | 1 070                                                | 315                                                  | 225                                                  |
| 1993                                                 | 1 044                                                | 318                                                  | 189                                                  |
| 1994                                                 | 836                                                  | 183                                                  | 151                                                  |
| 1995                                                 | 880                                                  | 164                                                  | 120                                                  |
| 1996                                                 | 967                                                  | 191                                                  | 110                                                  |
| 1997                                                 | 899                                                  | 183                                                  | 130                                                  |
| 1998                                                 | 826                                                  | 164                                                  | 138                                                  |
| 1999                                                 | 732                                                  | 150                                                  | 120                                                  |
| 2000                                                 | 816                                                  | 170                                                  | 160                                                  |
| 2001                                                 | 790                                                  | 165                                                  | 144                                                  |
| 2002                                                 | 615                                                  | 176                                                  | 109                                                  |
| 2003                                                 | 855                                                  | 196                                                  | 164                                                  |
| 2004                                                 | 699                                                  | 164                                                  | 128                                                  |
| 2005                                                 | 736                                                  | 180                                                  | 126                                                  |
| 2006                                                 | 833                                                  | 184                                                  | 144                                                  |
| 2007                                                 | 833                                                  | 219                                                  | 140                                                  |
| 2008                                                 | -                                                    | -                                                    | -                                                    |
| 2009                                                 | 787                                                  | 164                                                  | 131                                                  |
| 2010                                                 | -                                                    | -                                                    | -                                                    |
| 2011                                                 | -                                                    | -                                                    | -                                                    |
| 2012                                                 | 689                                                  | 156                                                  | 122                                                  |
| 2013                                                 | 784                                                  | 149                                                  | 104                                                  |
| 2014                                                 | 748                                                  | 145                                                  | 157                                                  |
| 2015                                                 | 747                                                  | 150                                                  | 137                                                  |
| 2016                                                 | 549                                                  | 145                                                  | 118                                                  |
| 2017                                                 | 598                                                  | 163                                                  | 112                                                  |
| 2018                                                 | 600                                                  | 259                                                  | 171                                                  |
| 2019                                                 | 629                                                  | 174                                                  | 134                                                  |
| 2020                                                 | 499                                                  | 234                                                  | 154                                                  |
| 2021                                                 | -                                                    | -                                                    | -                                                    |
| 2022                                                 | 741                                                  | 290                                                  | 219                                                  |
| 2023                                                 | 681                                                  | 345                                                  | 265                                                  |
| 2024                                                 | 634                                                  | 216                                                  | 240                                                  |

0,0: Zullik ·
3,2: Bois de Lessines ·
6,0: Woelingen ·
8,1: Lessen-Carrières ·
9,9: Lessen ·
12,0: Ghoy ·
15,1: Ogy ·
19,1: Flobecq ·
20,9: Flobecq-Planche ·
22,0: Rigoudrie ·
24,1: Elzele ·
29,2: Maryve ·
30,2: Ronse ·
31,2: Leuzensesteenweg ·
33,7: Tribury ·
35,0: Rozenaken ·
37,0: Amougies ·
40,3: Schalafie ·
42,0: Celles-Schalafie ·
45,2: Pottes ·
48,7: Herinnes Warcoing ·
50,9: Pecq ·
53,1: Leancourt ·
54,0: Obigies ·
57,2: Kain ·
60,0: Doornik
0,0: Denderleeuw ·
1,9: Iddergem ·
4,4: Okegem ·
7,5: Ninove ·
10,2: Eichem ·
12,1: Appelterre ·
13,4: Zandbergen ·
16,1: Idegem ·
17,8: Schendelbeke ·
21,7: Geraardsbergen ·
23,2: Overboelare ·
26,3: Acren · 
28,7: Lessen ·
29,8: Houraing ·
31,8: Papignies ·
33,5: La Cavée ·
35,4: Rebaix ·
39,9: Aat ·
42,1: Maffle ·
45,0: Mévergnies-Attre ·
46,5: Brugelette ·
48,3: Cambron-Casteau ·
52,1: Lens ·
55,6: Jurbeke ·
58,0: Erbisœul ·
66,7: Baudour ·
71,8: Saint-Ghislain